# Гето Рандуци (Римини)
Гето Рандуци је насеље у Италији у округу Римини, региону Емилија-Ромања.
Према процени из 2011. у насељу је живело 134 становника. Насеље се налази на надморској висини од 29 м.